# Definitivo
Definitivo é um álbum de estúdio do cantor brasileiro Jorge Camargo, lançado em fevereiro de 2012 de forma independente.
O disco faz uma retrospectiva da carreira de Jorge, apresentando regravações de suas músicas mais notórias, com produção musical do próprio cantor em parceria com Maurício Caruso e Daniel Maia. O projeto recebeu, ainda, as participações dos cantores Carol Gualberto, Diego Venâncio, Ju Bragança, Jader Gudin, Banda de Boca, Aline Pignaton e Tiago Vianna.
"O título que dá nome ao projeto quer dizer que esta obra está registrada em versão definitiva – significa que não vou gravar essas canções novamente. Entendo que, juntas, essas músicas compõem como que um legado, que repasso a quem está chegando", disse o cantor, acerca do disco.

## Faixas
1. "Muitos Virão Te Louvar"
2. "Amolece o Meu Coração"
3. "Bondade"
4. "Letra Morta"
5. "Bendize"
6. "Ajuntamento"
7. "Melhor que a Vida"
8. "Adorador"
9. "Meu Baluarte"
10. "Mar do Esquecimento"
11. "Respostas"
12. "Farol"
13. "Pastores de Palavras"
14. "Maravilhoso Amor"
15. "Teus Altares"
16. "Viva Chama"